# Long Châu (phường)
Long Châu là một phường thuộc thị xã Tân Châu, tỉnh An Giang, Việt Nam.

## Địa lý
Phường Long Châu có vị trí địa lý:
- Phía đông giáp phường Long Hưng
- Phía tây giáp xã Long An
- Phía nam giáp phường Long Phú
- Phía bắc giáp xã Tân An và tỉnh Đồng Tháp.

Phường có diện tích 5,71 km², dân số năm 2019 là 7.952 người, mật độ dân số đạt 1.393 người/km².

## Hành chính
Phường Long Châu được chia thành 3 khóm: Long Châu, Long Hưng, Long Thạnh.

## Lịch sử
Phường Long Châu được thành lập vào ngày 24 tháng 8 năm 2009 trên cơ sở điều chỉnh 222,9 ha diện tích tự nhiên và 7.993 người của thị trấn Tân Châu; 358,30 ha diện tích tự nhiên và 3.690 người của xã Long An.
Sau khi thành lập, phường có 581,20 ha diện tích tự nhiên và 11.683 người.